# Učená nevědomost
Učená nevědomost (latinsky docta ignorantia) je filosofický termín, kterým se ve scholastice (resp. už od sv. Augustina) označuje poznání (hlavně poznání Boha), které se vzdává nároku na část rozumového poznání.
Podle Mikuláše Kusánského není možné proniknout k Boží podstatě v její nekonečnosti skrze hromadění racionálního poznání. Kusánský se učenou nevědomostí zabývá ve svém spise De docta ignorantia (O učené nevědomosti, 1440).